# Ocimum urundense
Ocimum urundense là một loài thực vật có hoa trong họ Hoa môi. Loài này được Robyns & Lebrun mô tả khoa học đầu tiên năm 1928.